# Ménerval
Ménerval település Franciaországban, Seine-Maritime megyében. Lakosainak száma 173 fő (2022. január 1.). Ménerval Brémontier-Merval, Dampierre-en-Bray, Doudeauville, Haussez, Hodeng-Hodenger és Saumont-la-Poterie községekkel határos.

## Népesség
A település népességének változása:
| Lakosok száma | 188  | 183  | 180  | 173  | 168  | 168  | 168  | 168  | 173  |
|               | 2013 | 2015 | 2016 | 2017 | 2018 | 2019 | 2020 | 2021 | 2022 |